# Giorgi Kimadze
Giorgi Kimadze (in georgiano გიორგი ქიმაძე?; 11 febbraio 1992) è un calciatore georgiano, difensore svincolato.

## Palmarès

### Competizioni nazionali
- Supercoppa di Georgia: 4

Chikhura Sachkhere: 2013
T'orp'edo Kutaisi: 2018, 2019
Dinamo Tbilisi: 2021
- Coppa di Georgia: 3

T'orp'edo Kutaisi: 2016, 2018, 2022
- Campionato georgiano: 3

T'orp'edo Kutaisi: 2017
Dinamo Tbilisi: 2019, 2020